# フリータイム (お笑いコンビ)
フリータイムは、かつて吉本興業（よしもとクリエイティブ・エージェンシー広島事務所）に所属し活動したお笑いコンビ。略称は「フリー」など。2017年3月31日をもって解散。

## メンバー
松浜 心（まつはま しん、1979年2月18日 - ）ボケ担当
- 広島県東広島市黒瀬町出身。血液型AB型、身長172cm、体重62kg。
- 後輩の中田敦彦（オリエンタルラジオ）に似ているとよくいじられる。
- 2009年9月7日にブログ内で結婚を発表[1]。テレビ番組『夜型人間』（TSSテレビ新広島）によると式を挙げる予定はない。
  - そのため、同番組の企画「34時間テレビ」（＃115、2009年10月24日放送分）で結婚式を挙げるも、松浜が「相手が一般人なのでテレビに出せない」という理由で新婦役に準レギュラーの永山安子を代理に立てた。しかし、『夜型』なので普通に式を挙げるわけがなく石橋竜史から松浜の悪行を暴露され、否定すると塩谷扮する"神様"が×を出し、スタッフから水をぶっかけられた（横殴りでかけられていたため隣の永山まで巻き添えを喰らった）。その後びしょ濡れの中誓いのキスをした。
- お笑いコンビ『フリータイム』解散後はピン芸人として活動している。

塩谷 正蔵（しおたに しょうぞう、1978年8月14日 - ）ツッコミ担当 
- 広島県呉市出身。血液型O型、身長162cm、体重88kg。
- かなり毛深く、胸から腹までかなり生えている。
- よく笑う為、笑い声担当と言われる事も。
- 2017年3月31日をもって芸人引退し、お笑いコンビ『フリータイム』は解散。
- 2018年8月10日、宇品四丁目電停の辺りでカレー屋「nico curry」を開店し飲食店経営者となる。

## 来歴・概要
- 主に漫才。広島NSC（吉本総合芸能学院）1期生。
- コンビ共にサッカーが得意。
- 2011年5月から広島県住みます芸人として活動[2]。
- きたひろしま応援隊長を務めた（2012年5月4日就任）
- 広島県警察本部 特殊詐欺防止プロジェクト（2013年4月、広島県警察本部 生活安全部）
- みよしの鵜飼ガイド芸人を務めた（2013年5月19日任命）[3]
- Perfumeの結成時メンバーであった河島佑香がマネージャーを担当していた[4]。

## 出囃子
T・レックス「20th Century Boy」

## 過去の出演

### テレビ
- 道楽のココロ（2003年 - 2006年、TSSテレビ新広島 ローカル） 不定期出演
- Local★STAR ひらめっ娘学園（2006年 - 2007年、TSSテレビ新広島 ローカル） 不定期出演
- アグレッシブですけど、何か?（2007年 - 2015年、広島ホームテレビ ローカル） 不定期出演
- 夜型人間（2007年 - 2010年、TSSテレビ新広島 ローカル） 不定期出演
- デジ生!バなな調査団（2008年1月 - 3月、TSSテレビ新広島 ローカル）
- オンバト+（NHK総合）戦績4勝1敗 最高485KB
- 広島よしもと基町劇場（RCCテレビ ローカル） 不定期出演
- きたひろ新鮮5（2012年10月 - 2014年3月、ケーブルテレビ キタひろネット）
- テレビ派（2013年4月 - 2017年3月31日、広島テレビ放送 ローカル） 木曜日レギュラーコーナー「広島麺道」出演
- アォーン!（2013年10月 - 2014年3月、RCCテレビ ローカル）
- テレビ派増刊号（2014年10月 - 2017年、広島テレビ放送 ローカル）「広島麺道」のセレクト再放送 不定期

### CM
- CAPCOM「モンスターハンター4」ご当地CM～広島県版～
- ベネッセ「夏休みキャンペーンPR」
- デオデオ「エアコンキャンペーン」（2007年7月～8月）
- デオデオ「エアコンキャンペーン」（2006年6月～8月）

### ラジオ
- Morning Beat（FMななみ）
- PサタFine（ひろしまPステーション）
- 広島よしもと フリータイムの自由なラジオ（RCC：2011年4月9日～2013年9月29日・SBS・TBC 3局ネット/レギュラー出演）

### 舞台
- よしもと D-D.LIVE
- 単独ライブ「笑心旅行」（2006年12月17日）
- 合同ライブ「自由少年」（2010年8月1日）